# Les Chamaniers de Saint-Hyacinthe
Les Chamaniers de Saint-Hyacinthe sont une troupe et une école de danse traditionnelle québécoise et internationale, située à Saint-Hyacinthe, Québec, Canada.

## Description
Les Chamaniers sont constitués d'une école de danse composée de groupes de différents niveaux, basés sur l'âge des enfants: le pied-mariton, la farandole, le triolet, le contretemps, la troupe et la refoulade. La troupe de spectacle, composée d'interprètes âgés de 13 ans et plus, participe à des spectacles et tournées internationales. À titre d'exemple, le groupe a participé au festival Danças do Mundo, à Arghoncile, au Portugal, durant l'été 2017. En 2019, le groupe se produit en Hongrie, leur quatrième tournée européenne, au Royal Days International Folk Dance Festival à Székesfehérvár, membre du Conseil international des organisations de festivals de folklore et d'arts traditionnels. Depuis la fondation de la troupe, les danseurs revêtent des costumes traditionnels en lien au répertoire dansé.
Le groupe se produit sur les scènes du Québec. Le spectacle Racine aux pieds carrés présenté à Montréal au début des années 2010, au Mondial des cultures de Drummondville ou à l'exposition agricole de Saint-Hyacinthe est un exemple. Chaque année se tient un spectacle où tous les Chamaniers font des danses internationales et québécoises. Ils font aussi d'autres événements comme le souper spaghetti, le spectacle de Noël, etc.

## Histoire
En 1974, un groupe de jeunes adultes maskoutains intéressés par la danse folklorique fondent la troupe les Shamans de Saint-Hyacinthe. Les Chamaniers et leur école de danse voient le jour en 1977, sous la direction de Lucie Raîche. La fondation du groupe s'inscrit dans une période d'effervescence culturelle observable partout au Québec. Aussi appelée « retour aux sources », cette époque marque la création d'autres formations folkloriques comme la Compagnie de danse Mackinaw, Les Sortilèges, les Mutins de Longueuil, les Éclusiers de Lachine, etc.  Le groupe fête ses 40 ans en 2017 et tient un gala-spectacle pour l'occasion.